# Спажское княжество
Спажское (Спашское) княжество — одно из Верховских княжеств, удел Тарусского княжества, существовавшее в XIV—XV веках.

## История княжества
Точное время образования удела неизвестно. Центр удела князей Спажских город Спаш археолог и краевед Николай Троицкий отождествлял с городищем в селе Павшино, которое располагается около устья реки Рысня, притока Упы.
Согласно родословным, у тарусского князя Юрия Михайловича было пять сыновей, один из которых, Семён, названный князем Конинским и Тарусским, считается родоначальником Конинских и Спажских князей. Однако по именам князья Спажские неизвестны, упоминается только что они «захудали и извелись от войн татарских».
По родословию, Семён должен был жить в 1-й половине XIV века, однако у него известен сын — тарусский князь Дмитрий, который упоминается в 1401/1402 году, что заставляет сомневаться в данных родословных. По предположению Геннадия Власьева, в родословной Семён и Дмитрий расположены не на своём месте.
В родословной росписи князей Волконских, поданной в 1686 году, сообщается, что князья Борис и Михаил Мстиславичи, сыновья погибшего в 1380 году в Куликовской битве тарусского князя Мстислава Ивановича, «пришли жить на Павшино и с того времяни начали зватися Спажские». Борис и Михаил в родословной показаны бездетными, Спажское княжество перешло к князьям Волконским. В одном из синодиков упоминается князь Владимир Спажский, однако в росписях такой князь отсутствует.
По предположению А. В. Шекова князья Спажские в 1427 году служили князю Фёдору Львовичу Воротынскому. Вероятно удел существовал ещё в середине XV века, однако кто из князей Волконских им владел — неизвестно.
Позже территория княжества была включена в состав Русского государства.
Род внесён в Бархатную книгу.

## Князья Спажские
Семён Юрьевич, князь Конинский и Спажский (?)
- Мстислав Иванович (ум. 1380), князь тарусский и Спажский
  - Борис Мстиславич, князь Спажский
  - Михаил Мстиславич, князь Спажский

Владимир, князь Спажский